# Hemibrycon
Hemibrycon är ett släkte av fiskar. Hemibrycon ingår i familjen Characidae.

## Dottertaxa tillHemibrycon, i alfabetisk ordning[1]
- Hemibrycon beni
- Hemibrycon boquiae
- Hemibrycon brevispini
- Hemibrycon cairoense
- Hemibrycon carrilloi
- Hemibrycon colombianus
- Hemibrycon dariensis
- Hemibrycon decurrens
- Hemibrycon dentatus
- Hemibrycon divisorensis
- Hemibrycon helleri
- Hemibrycon huambonicus
- Hemibrycon inambari
- Hemibrycon jabonero
- Hemibrycon jelskii
- Hemibrycon metae
- Hemibrycon microformaa
- Hemibrycon mikrostiktos
- Hemibrycon orcesi
- Hemibrycon paez
- Hemibrycon palomae
- Hemibrycon polyodon
- Hemibrycon quindos
- Hemibrycon rafaelense
- Hemibrycon raqueliae
- Hemibrycon santamartae
- Hemibrycon surinamensis
- Hemibrycon taeniurus
- Hemibrycon tridens
- Hemibrycon velox
- Hemibrycon virolinica
- Hemibrycon yacopiae